# Niezależny Operator Międzystrefowy
Niezależny Operator Międzystrefowy (NOM) – polska spółka założona w 1999 roku będąca operatorem telefonii stacjonarnej.

## Opis
Spółka powstała w 1999 r. Świadczenie usług telekomunikacyjnych rozpoczęła 1 lipca 2001 r. jako pierwszy alternatywny operator międzystrefowej telefonii stacjonarnej w Polsce, oferując usługi telefoniczne poprzez numer dostępu (tzw. prefiks) „1044”.
W podstawowej ofercie NOM znajdują się stacjonarne usługi głosowe, świadczone zarówno w oparciu o tradycyjną infrastrukturę kablową, jak i o mobilną infrastrukturę bezprzewodową. Jako rozszerzenie usług głosowych firma oferuje pakiety transmisji danych, które umożliwiają korzystanie z sieci Internet.
Obecnie posiadaczem 100% udziałów spółki jest Telestrada S.A., która we wrześniu 2014 r. przejęła je od spółki Exatel S.A.